# Абдуллаев, Гуломжон Озодович
Гуломжон Озодович Абдуллаев (узб. G'ulomjon Ozodovich Abdullayev; 11 ноября 1998, Хорезм, Узбекистан) — узбекистанский борец вольного стиля, бронзовый призёр летних Олимпийских игр 2024 года, участник Олимпийских игр в Токио. Заслуженный спортсмен Узбекистана (2024).

## Спортивная карьера
Является воспитанником спортивной школы ташкентского «Динамо». Занимается под руководством Бахтиёра Собирова и Латифа Каримова. Своего первого большого успеха на мировой арене борец достиг в сентябре 2016 года, в возрасте 18 лет. Тогда он принял участие в первенстве мира в возрастной категории U20 во французском Маконе, одолев в схватке за 3 место японца Такуми Тосиро, он завоевал бронзовую медаль. Также, несколько раз поднимался на пьедестал престижных международных турниров. Является двукратным чемпионом Азии среди молодёжи. С 2018 года выступает за основной состав сборной Узбекистана. В апреле 2021 года на азиатском лицензионном турнире в Казахстане Гуломжон Абдуллаев, одолев представителя Кыргызстана Бекбулата Мирназарова, завоевал путёвку на Олимпиаду в Токио.

## Спортивные результаты
- Чемпионат Азии по борьбе среди юниоров 2016 — ;
- Чемпионат мира по борьбе среди юниоров 2016 — ;
- Чемпионат Азии по борьбе среди юниоров 2018 — ;
- Олимпийские игры 2024 — ;